# Dunaivtsi
Dunaivtsi (em ucraniano:   Дунаївці; em russo:   Дунаевцы; em polonês/polaco:   Dunajowce) é uma cidade da Ucrânia, situada no Oblast de  Khmelnytski. Tem 1,91 km² de área e sua população em 2020 foi estimada em 15.913 habitantes.